# Colonial Motors Corporation
Colonial Motors Corporation war ein US-amerikanischer Hersteller von Automobilen.

## Unternehmensgeschichte
Das Unternehmen wurde 1921 in Boston in Massachusetts gegründet. Earl E. Beveridge, James J. Donahue, Melvin F. Hill, Hugh H. Lally, James W. Milner und John H. Sherburne leiteten es. George H. Bruce, V. A. Charles und Harry A. Eisner waren beratend tätig. Sie begannen mit der Produktion von Automobilen, die als Colonial vermarktet wurden. Pläne beliefen sich auf 500 Fahrzeuge jährlich. 1922 endete die Produktion. Insgesamt entstanden nur wenige Fahrzeuge.
Es gab keine Verbindung zu den anderen Herstellern von Fahrzeugen der Marke Colonial: Colonial Electric Car Company, Colonial Automobile Company und Colonial Carriage Company.

## Fahrzeuge
Der Six war das einzige Modell. Der Sechszylindermotor wurde von der Beaver Manufacturing Company zugekauft. Er hatte 88 mm Bohrung, 133 mm Hub und 4850 cm³ Hubraum. Das Fahrgestell hatte 330 cm Radstand. Zur Wahl standen ein zweisitziger Roadster, ein dreisitziges Coupé, ein viersitziger Speedster und ein sechssitziger Tourenwagen. Eine Quelle meint, dass das Coupé möglicherweise nicht gefertigt wurde.